# Leroy Theodore Matthiesen
Leroy Theodore Matthiesen (* 11. Juni 1921 in Olfen, Texas; † 22. März 2010 in Amarillo) war ein US-amerikanischer Geistlicher und römisch-katholischer Bischof von Amarillo. Bekannt wurde er als politischer und sozialer Aktivist.

## Leben
Leroy Matthiesen studierte am Päpstlichen Kolleg Josephinum in Worthington, Ohio. Der Apostolische Delegat in den Vereinigten Staaten, Erzbischof Amleto Giovanni Cicognani, spendete ihm am 10. März 1946 das Sakrament der Priesterweihe für das Bistum Amarillo. Anschließend studierte er am Register College of Journalism in Denver. Er war seit 1948 Herausgeber des „West Texas Register“. Von 1948 bis 1958 war er zudem als Seelsorger in Amarillo tätig, ab 1958 Pressechef des Bistums Amarillo. 1961 absolvierte er ein Aufbaustudium an der Katholischen Universität von Amerika und erwarb einen Mastergrad in Erziehungswissenschaften. Von 1961 bis 1967 war er Rektor des Seminars St. Lucian in Amarillo.
Papst Johannes Paul II. ernannte ihn am 18. März 1980 zum Bischof von Amarillo. Die Bischofsweihe spendete ihm der Erzbischof von San Antonio, Patrick Fernández Flores, am 30. Mai desselben Jahres; Mitkonsekratoren waren John Louis Morkovsky, Bischof von Galveston-Houston und Thomas Joseph Drury, Bischof von Corpus Christi. Sein aus Altersgründen vorgebrachtes Rücktrittsgesuch nahm Papst Johannes Paul II. am 21. Januar 1997 an.
Matthiesen war langjähriges Mitglied der Catholic Press Association. Er war von 1985 bis 1988 Mitglied des Board of Directors des National Catholic Rural Life Conference (NCRLC) und von 1989 bis 1995 Mitglied des Verwaltungsrates der Bischofskonferenz der Vereinigten Staaten (USCCB) sowie Mitglied des American Board von Catholic missions. Er war Mitglied des Aufsichtsrates der Ascension Academy in Amarillo, Kaplan für die örtliche Ordensgemeinschaft der Klarissen und Mitglied der Kolumbusritter in Texas.

## Wirken als Aktivist
Er engagierte sich für Frieden und Abrüstung sowie weiteren gesellschaftlichen Konfliktthemen. Er setzte sich unter anderem für die Aussetzung der Todesstrafe für einen Mörder einer katholischen Nonne ein und für die Zulassung Homosexueller zu den Sakramenten. 1981 forderte er die katholischen Arbeitnehmer des Pantex-Werkes, dem 65 km² großen Montagewerk für sämtliche Atombomben und Atomsprengköpfe der USA, auf, zu kündigen.
Matthiesen erschien 1982 auf dem Titelblatt des Life Magazine. 2009 wurde er von Pax Christi USA mit dem Teacher of Peace Award ausgezeichnet.

## Schriften
- Wise and Otherwise: The Life and Times of a Cottonpicking Texas Bishop, 1998
- The Pastor and Pantex[5]